# Monsters, Inc. Ride & Go Seek
Monsters, Inc. Ride & Go Seek is een interactieve darkride in het Japanse attractiepark Tokyo Disneyland. De darkride staat in het themagebied Tomorrowland en is op 15 april 2009 geopend als vervanger van de attractie Meet the World.
Bezoekers rijden door middel van een trein, bestaand uit drie voertuigen, langs verschillende scènes. In de scènes staan diverse animatronics van personages uit de films van Monsters en co.. Langs het parcours staan diverse schietdoelen opgesteld. Hier dienen bezoekers met hun laserpistool op te schieten.
In Disney California Adventure Park staat een soortgelijke attractie onder de naam Monsters, Inc. Mike & Sulley to the Rescue!.
Tokyo Disney Resort · Lijst van attracties in Tokyo Disneyland · Cinderella Castle · afbeeldingen